# Pacific Rim: Uprising
Pacific Rim: Uprising (bra: Círculo de Fogo: A Revolta; prt: Batalha do Pacífico: A Revolta) é um filme de ação, aventura e ficção científica estadunidense de 2018, dirigido por Steven S. DeKnight e escrito por DeKnight, Emily Carmichael, Kira Snyder e T.S. Nowlin, a partir da história escrita por Guillermo del Toro, sendo a sequência de Pacific Rim, de 2013. Produzido pela Legendary Pictures e distribuído pela Universal Pictures, é estrelado por John Boyega, Scott Eastwood, Cailee Spaeny e Jing Tian, com Rinko Kikuchi, Charlie Day e Burn Gorman, que reprisam seus papéis do filme anterior.
A pré-estreia de Pacific Rim: Uprising ocorreu no dia 15 de março de 2018 no Vue West End, em Londres. Estreou no Brasil em 22 de março de 2018, sendo lançado nos Estados Unidos no dia 23 de março de 2018 nos formatos convencional, RealD 3D, IMAX e IMAX 3D. Em Portugal, a estreia ocorrera em 5 de abril de 2018. Recebeu críticas mistas, destacando-se as performances do elenco, em especial Boyega e Spaeny, o ritmo e o CGI, enquanto a narrativa foi recebida de forma negativa. A crítica especializada o classifica como um "entretenimento divertido e bobo", podendo agradar o público que estiver sem maiores pretensões e que seja consumidor de títulos "barulhentos, ousados e que possuem histórias que giram em torno de prolongadas e insignificantes cenas de destruição". Para alguns críticos, Uprising apresenta uma qualidade simpática e divertida que não é encontrada na franquia Transformers. Arrecadou mais de US$ 290 milhões mundialmente, contra um orçamento de US$ 150 milhões.

## Elenco
- John Boyega como Jake Pentecost
- Scott Eastwood como Nate Lambert
- Cailee Spaeny como Amara
- Jing Tian como Liwen Shao
- Rinko Kikuchi como Mako Mori
- Charlie Day como Dr. Newt Geiszler
- Burn Gorman como Dr. Hermann Gottlieb
- Karan Brar como Suresh
- Ivanna Sakhno como Vik
- Zhang Jin como Marechal Quan
- Adria Arjona como Jules Reyes
- Mackenyu como Ryoichi
- Shyrley Rodriguez como Renata
- Rahart Adams como Tahima Shaheen
- Levi Meaden como Ilya
- Wesley Wong como Jinhai
- Lily Ji como Mei Lin
- Nick E. Tarabay como Sonny

## Produção

### Desenvolvimento
Em 2012, antes do lançamento do primeiro filme, Del Toro observou que ele tinha idéias para a sequência. Mais tarde, em 2014, notaram que ele secretamente estava trabalhando no roteiro com Zak Penn por vários meses. Posteriormente, em junho, Del Toro confirmou que dirigiria a sequela, e que seria lançado pela Universal Pictures, novo sócio de finanças e distribuição da Legendary, em 7 de abril de 2017. Em julho de 2015, foi relatado que a filmagem estava prevista para começar em novembro, no entanto a produção foi interrompida após os conflitos entre Universal e Legendary. Como o futuro da sequela ficou claro, a Universal indefinidamente adiou o filme. Ainda determinado a fazer o filme, Del Toro continuou trabalhando no filme e, em outubro, anunciou que havia apresentado ao estúdio um roteiro e um orçamento.
Após a venda da Legendary para o Grupo Chinês Wanda por US$ 3,5 bilhões, observadores observaram uma maior probabilidade de a produção de Círculo de Fogo 2 ser revitalizada porque o primeiro filme foi tão bem sucedido na China.
Em fevereiro de 2016, o estúdio e o próprio del Toro, via Twitter, anunciaram que Steven S. DeKnight assumiria funções de direção com um novo roteiro escrito por Jon Spaihts marcando a estréia de DeKnight como diretor, enquanto del Toro permaneceria no projeto como produtor. Derek Connolly foi trazido em 12 de maio de 2016, para fazer outra reescrição do roteiro.

### Pré-produção
Os anúncios em elenco começaram em junho, John Boyega aceitando um papel. Com a notícia de que Scott Eastwood estava em negociações aparecendo mais tarde naquele mês. Outros anúncios ocorreram em setembro e novembro. Uma notável ausência do elenco foi Charlie Hunnam, que não conseguiu se juntar ao projeto por causa de seus conflitos de agenda.

### Filmagens
As filmagens do filme começaram em 9 de novembro de 2016, na Austrália. Em 14 de dezembro de 2016, o título oficial foi revelado ser Pacific Rim: Uprising. Em fevereiro de 2017, foi revelado que três jaegers estarão de volta, reconstruídos e atualizados como Gipsy Danger, Crimson Typhoon e Cherno Alpha. Em 8 de março de 2017 as filmagens começaram na China. Em 30 de março de 2017, as filmagens foram concluídas.

### Trilha sonora
O compositor John Paesano estará escrevendo a partitura do filme, substituindo o compositor do primeiro filme, Ramin Djawadi.

## Futuro
Em outubro de 2017, cinco meses antes do lançamento do filme, DeKnight afirmou "“Se pessoas suficientes o forem ver, já discutimos o enredo do terceiro filme, e este como seria capaz de expandir o universo a um nível de Star Wars/Star Trek, onde podes ir por muitas direções diferentes...  Você pode seguir o cânone principal, fazer spin-offs, fazer one-offs. Sim, esse é o plano." DeKnight também falou sobre a possibilidade de um crossover com o MonsterVerse, como co-roteirista T.S. Nowlin é um membro de sua sala de roteiristas. Em 8 de novembro de 2018, a Netflix anunciou Pacific Rim: The Black, uma série de anime original que expandirá a história dos dois primeiros live-action.